# Campeonato del Mundo de patinaje de velocidad en línea 2010
El Campeonato Mundial de patinaje de velocidad en línea de 2010 tuvo lugar del 20 al 30 de octubre de 2010 en Guarne, Colombia. Fue el la cuarta ocasión que la que el Colombia organizó el campeonato mundial tras las ediciones de Bello 1990, Barrancabermeja 2000, y Cali 2007.

Los participantes más exitosos fueron Jercy Puello y para mujeres y Andrés Muñoz para hombres.

## Mujeres
| Distancia                   | Oro                                                      | Plata                                               | Bronce                                                 |
| Pista                       | Pista                                                    | Pista                                               | Pista                                                  |
| --------------------------- | -------------------------------------------------------- | --------------------------------------------------- | ------------------------------------------------------ |
| 300 m Contrarreloj          | Jercy Puello                                             | Erika Zanetti                                       | Sandra Buelvas                                         |
| 500 m Sprint                | Jercy Puello                                             | Erin Jackson                                        | Erika Zanetti                                          |
| 1.000 m Sprint              | Brigitte Méndez                                          | Sara Sayasane                                       | Paola Segura                                           |
| 10.000 m Puntos/Eliminación | Simona di Eugenio                                        | Nachi Shinozuka                                     | Anniek Ter Haar                                        |
| 15.000 m Eliminación        | Alexandra Vivas                                          | Brigitte Méndez                                     | Laura Lardani                                          |
| 3.000 m Relevos             | Colombia · Kelly Martínez · Marta Ramírez · Jercy Puello | Alemania · Sabine Berg · Jana Gegner · Mareike Thum | Argentina Melisa Bonnet Estefanía Fasinato Maira Arias |
| Ruta                        |                                                          |                                                     |                                                        |
| 200 m Contrarreloj          | Jercy Puello                                             | Erika Zanetti                                       | Sandra Buelvas                                         |
| 500 m Sprint                | Jercy Puello                                             | Erika Zanetti                                       | Erin Jackson                                           |
| 10.000 m Puntos             | Alexandra Vivas                                          | Melisa Bonnet                                       | Mareike Thum                                           |
| 20.000 m Eliminación        | Brigitte Méndez                                          | Alexandra Vivas                                     | Laura Lardani                                          |
| 5.000 m Relevos             | Colombia                                                 | Argentina                                           | Países Bajos                                           |
| Larga distancia             |                                                          |                                                     |                                                        |
| 42.195 m Marathon           | Kelly Martínez                                           | Laura Lardani                                       | Rommy Muñoz                                            |

## Hombres
| Distancia                   | Oro                                                      | Plata                                                | Bronce                                                     |
| Pista                       | Pista                                                    | Pista                                                | Pista                                                      |
| --------------------------- | -------------------------------------------------------- | ---------------------------------------------------- | ---------------------------------------------------------- |
| 300 m Contrarreloj          | Andrés Muñoz                                             | Joey Mantia                                          | William Bowen                                              |
| 500 m Sprint                | Joey Mantia                                              | Andrés Muñoz                                         | William Bowen                                              |
| 1.000 m Sprint              | Joey Mantia                                              | Andrés Muñoz                                         | Jorge Cifuentes                                            |
| 10.000 m Puntos/Eliminación | Diego Rosero                                             | Bart Swings                                          | Peter Michael                                              |
| 15.000 m Eliminación        | Jorge Cifuentes                                          | Bart Swings                                          | Diego Rosero                                               |
| 3.000 m Relevos             | Colombia · Andrés Muñoz · Jorge Cifuentes · Carlos Pérez | Estados Unidos Joey Mantia William Bowen Harry Vogel | Francia Thomas Boucher Nicolas Pelloquin Gwendal Le Pivert |
| Ruta                        |                                                          |                                                      |                                                            |
| 200 m Contrarreloj          | Andrés Muñoz                                             | William Bowen                                        | Jhon Martínez                                              |
| 500 m Sprint                | William Bowen                                            | Kalon Dobbin                                         | Andrés Muñoz                                               |
| 10.000 m Puntos             | Bart Swings                                              | Fabio Francolini                                     | Scott Arlidge                                              |
| 20.000 m Eliminación        | Bart Swings                                              | Diego Rosero                                         | Joey Mantia                                                |
| 5.000 m Relevos             | Nueva Zelanda                                            | Colombia                                             | Francia                                                    |
| Larga distancia             |                                                          |                                                      |                                                            |
| 42.195 m Marathon           | Carlos Pérez                                             | Jorge Bolaños                                        | Bart Swings                                                |

## Medallero
| Pos. | País           | Oro | Plata | Bronce | Total |
| ---- | -------------- | --- | ----- | ------ | ----- |
| 1.   | Colombia       | 17  | 6     | 6      | 29    |
| 2.   | Estados Unidos | 3   | 5     | 4      | 12    |
| 3.   | Bélgica        | 2   | 2     | 1      | 5     |
| 4.   | Italia         | 1   | 5     | 3      | 9     |
| 5.   | Nueva Zelanda  | 1   | 1     | 2      | 4     |
| 6.   | Argentina      | 0   | 1     | 2      | 3     |
| 7.   | Alemania       | 0   | 1     | 1      | 2     |
| 8.   | Italia         | 0   | 1     | 0      | 1     |
| 8.   | Ecuador        | 0   | 1     | 0      | 1     |
| 10.  | Francia        | 0   | 0     | 2      | 2     |
| 10.  | Países Bajos   | 0   | 0     | 2      | 2     |
| 12.  | Chile          | 0   | 0     | 1      | 1     |
| 12.  | Venezuela      | 0   | 0     | 1      | 1     |

- Datos: Q14518358